# Mäntysaari (ö i Norra Karelen, Joensuu, lat 62,86, long 30,58)
Mäntysaari är en ö i Finland. Den ligger i vattendraget Koitajoki och i kommunen Ilomants i den ekonomiska regionen  Joensuu  och landskapet Norra Karelen, i den sydöstra delen av landet, 400 km nordost om huvudstaden Helsingfors. Öns area är 6 hektar och dess största längd är 380 meter i öst-västlig riktning.